# ويليام كلارك نوبل
ويليام كلارك نوبل (بالإنجليزية: William Clark Noble)‏ هو نحات أمريكي، ولد في 10 فبراير 1858، وتوفي في 1938.